# Mystère (serie televisiva)
Mystère è una miniserie televisiva francese trasmessa dal 20 giugno al 5 settembre 2007 su TF1.
In Italia è stata trasmessa dall'8 marzo 2008 sul canale pay Mya, mentre in chiaro è andata in onda nell'estate 2009 su Canale 5.

## Trama

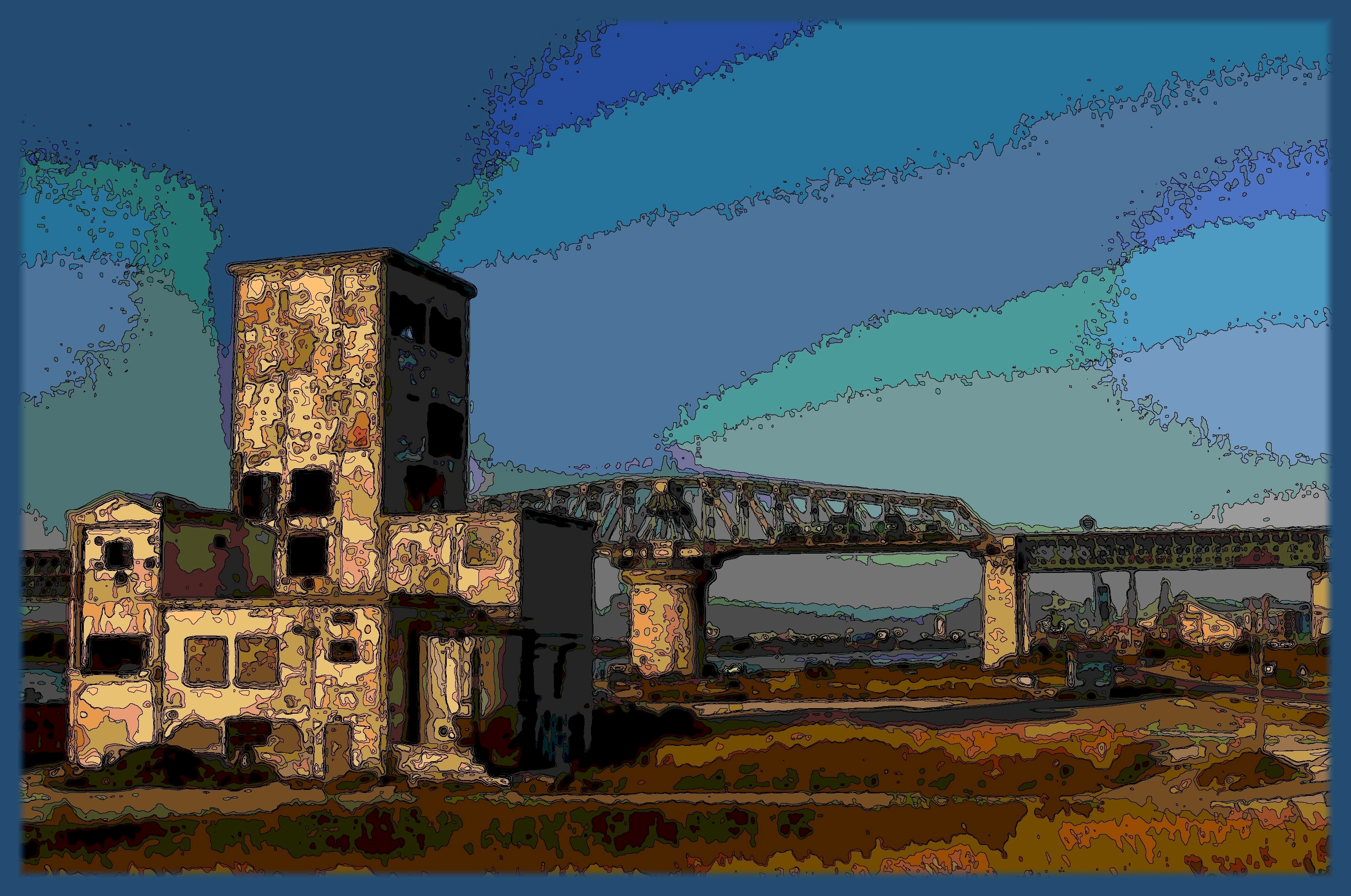
Dipinto del Canale di Caronte presso Martigues, in Francia, una delle location della miniserie televisiva

Un aereo di linea francese scompare misteriosamente per 20 minuti. Oltre venti anni dopo, Laure de Lestrade, mentre torna alla sua casa natale in Provenza, passa accanto ad un cerchio nel grano da poco formatosi e viene messa in guardia da uno sconosciuto per un generico pericolo imminente. Arrivata a casa, ritrova i suoi vecchi quaderni di scuola e si accorge di aver disegnato, diversi anni prima, le stesse figure geometriche comparse nei cerchi nel grano; inizia così ad indagare su cosa possa nascondersi dietro tali enigmatici messaggi. Ad aiutarla c'è il fidanzato Xavier, un poliziotto che sospetta che il padre di Laure, un generale dell'esercito, stia nascondendo qualcosa alla figlia, soprattutto in merito alla scomparsa di sua madre, avvenuta quando Laure era ancora bambina, sulla quale non è mai voluto scendere nei dettagli.
In realtà il padre di Laure e il fratellastro François sono a capo di una struttura militare segreta che da molti anni studia il fenomeno dei cerchi nel grano: le scarne informazioni che sono state decifrate rivelano che i segni sono un linguaggio, in particolare la data del 12 agosto 2007 sembra particolarmente importante. Nel prosieguo della serie si intrecciano varie vicende legate al padre di Xavier, che egli non conosce inizialmente ma che scopre essere il dottor Roger il quale lavora per i militari; alla madre di Laure e ad altri giovani con i quali la ragazza aveva dei rapporti ma che sono spariti, come il suo primo amore Christopher - che si rivela essere l'uomo che l'aveva messa in guardia all'inizio - o la figlia di un vedovo italiano che sembra avere poteri telepatici; alla moglie e al figlio piccolo del fratellastro François; alle vicende di un'organizzazione di "contattisti" chiamata Planet a cui è legata la zia di Laure.
Alla fine si scopre che l'aereo scomparso inizialmente per 20 minuti era stato intercettato da delle entità extraterrestri le quali hanno impiantato dei microchip su alcuni passeggeri: i figli di queste persone sono per metà umani e per metà extraterrestri ed il giorno stabilito - il 12 agosto, appunto - avverrà il ricongiungimento di questi ragazzi i quali sono serviti ad ospitare in un corpo fisico le memorie del popolo extraterrestre dopo che la loro specie era scomparsa ed ora, una volta tornati sul loro pianeta, serviranno a ricreare la loro civiltà. Anche Laure è uno di loro e parte insieme agli altri avvolti in un fascio di luce blu, sotto lo sguardo meravigliato dei parenti e degli amici.

## Personaggi e interpreti
- Laure de Lestrade, interpretata da Toinette Laquière e doppiata da Perla Liberatori
- Xavier Mayer, interpretato da Arnaud Binard e doppiato da David Chevalier
- Guillaume de Lestrade, interpretato da Patrick Bauchau e doppiato da Franco Zucca
- Érika de Lestrade, interpretata da Babsie Steger e doppiata da Laura Lenghi
- Irène de Lestrade, interpretata da Marisa Berenson e doppiata da Aurora Cancian
- Michèle Costa, interpretata da Lio e doppiata da Antonella Rinaldi
- Anne de Lestrade, interpretata da Fanny Cottençon e doppiata da Alessandra Korompay
- François de Lestrade, interpretato da Yann Sundberg e doppiato da Gaetano Varcasia
- Paul Costa, interpretato da Jean-Philippe Ecoffey e doppiato da Roberto Stocchi
- Lorenzo Dallaglio, interpretato da François Vincentelli e doppiato da Riccardo Scarafoni
- Christopher Leroux, interpretato da Xavier Lafitte e doppiato da Gabriele Sabatini
- Lucas de Lestrade, interpretato da Antoine de Prekel e doppiato da Tito Marteddu
- Thierry de Courcelles, interpretato da Samuel Jouy e doppiato da Francesco Meoni

## Produzione
La serie è stata girata nella regione francese della Provenza. Si tratta di una miniserie nota in Francia come Saga de l'été (Saga estiva), ovvero una miniserie generalmente programmata durante il periodo estivo, costituita da un piccolo numero di puntate, trasmesse settimanalmente, con una trama che molto spesso ruota attorno a segreti di famiglia o rivalità di clan. Le saghe estive sono produzioni ad alto budget, che utilizzano ambientazioni naturali.

### Episodi
| nº | Titolo italiano          | Prima TV Francia | Prima TV Italia |
| -- | ------------------------ | ---------------- | --------------- |
| 1  | Segnati dal cielo        | 20 giugno 2007   | 8 marzo 2008    |
| 2  | La madre di Laure        | 27 giugno 2007   | 15 marzo 2008   |
| 3  | Chi è Manon?             | 4 luglio 2007    | 15 marzo 2008   |
| 4  | Il programma Star        | 11 luglio 2007   | 22 marzo 2008   |
| 5  | Cercando il dottor Roger | 18 luglio 2007   | 22 marzo 2008   |
| 6  | L'impianto               | 25 luglio 2007   | 29 marzo 2008   |
| 7  | L'espianto               | 1º agosto 2007   | 29 marzo 2008   |
| 8  | Il sequestro di Laure    | 8 agosto 2007    | 5 aprile 2008   |
| 9  | Bisogna partire          | 15 agosto 2007   | 5 aprile 2008   |
| 10 | La figlia ritrovata      | 22 agosto 2007   | 12 aprile 2008  |
| 11 | Rivelazioni              | 29 agosto 2007   | 12 aprile 2008  |
| 12 | Ritorno a casa           | 5 settembre 2007 | 19 aprile 2008  |